# خانه عبدالله یزدانیان
خانه عبدالله یزدانیان در شهرستان فومن، شهرک تاریخی ماسوله واقع شده و این اثر در تاریخ ۲۵ اسفند ۱۳۸۰ با شمارهٔ ثبت ۵۳۷۲ به‌عنوان یکی از آثار ملی ایران به ثبت رسیده است.